# Xã Arcadia, Quận Carroll, Iowa
Xã Arcadia (tiếng Anh: Arcadia Township) là một xã thuộc quận Carroll, tiểu bang Iowa, Hoa Kỳ. Năm 2010, dân số của xã này là 732 người.